# 小行星2279
小行星2279（2279 Barto）是一颗绕太阳运转的小行星，为主小行星带小行星。该小行星于1968年2月25日发现。
該小行星以蘇聯詩人阿格尼婭·巴爾托命名。

## 轨道参数
小行星2279的轨道半长轴为2.4585633 UA，离心率为0.159。